# Gilbert Marie Prisye
Gilbert Marie Prisye, né le 8 mai 1757 à Nevers (Nièvre), mort le 11 janvier 1822 à Nevers (Nièvre), est un militaire français de la Révolution et de l’Empire.

## États de service
Il entre en service le 21 novembre 1773, comme sous-lieutenant au régiment de La Fère-infanterie, et il devient lieutenant le 8 avril 1779, puis capitaine le 1er novembre 1785, avant de passer au service de la Belgique en 1790, avec le grade de major. 
Rentré en France, après dix-huit mois d’absence, il est nommé capitaine aide de camp du général Servan le 1er février 1792. Affecté à l’armée du Var, il passe lieutenant-colonel le 14 janvier 1793, au 53e régiment d’infanterie, et il est nommé adjudant-général chef de bataillon le 8 mars 1793. Adjudant-général chef de brigade le 10 août suivant, il sert en cette qualité à l’armée des Alpes, et résiste trois semaines à un ennemi supérieur en nombre.
Le 1er octobre 1793, l'adjudant-général Gilbert Prisye, à la tête d’une brigade composée des 2e bataillon de volontaires de la Haute-Loire, 4e bataillon de chasseurs (ci-devant Corses), 4e et 6e bataillons de volontaires de l'Ain, participe à la bataille de Valmeinier et au combat de Pierre-Benoît, et oblige les Piémontais à regagner les vallées d'Aoste, de Suse et de Pragela, empêchant ainsi sa jonction avec les rebelles de Lyon. Les représentants du peuple et le général Kellermann le proposent alors au gouvernement pour le grade de général de brigade, qui lui a été conféré provisoirement, mais cette promotion n’est pas confirmée, et huit jours après cette expédition le 7 octobre 1793, un arrêté le suspend de ses fonctions comme ci-devant noble, ce qui est inexact.
Il est réintégré le 24 février 1795, à l’armée des Alpes, et en 1796, il fait partie de l’armée de l’Intérieur. Chef d’état-major de la 17e division militaire à Paris en l’an V, il sert de l’an VI à l’an IX à l’armée du Rhin, où il s’acquitte avec intelligence de diverses missions importantes. Il est nommé inspecteur aux revues le 27 novembre 1802, et il reçoit comme affectation Saint-Domingue, mais vu la situation de l’île, il est envoyé le 23 février 1803, à l’armée d’Helvétie, pour y diriger le service des revues. Il est fait chevalier de la Légion d’honneur le 25 mars 1804, et le 10 février 1805, il est affecté à la 6e division militaire. Le 16 novembre 1805, il est employé dans la 8e division militaire à Marseille, puis il passe le 27 septembre 1806, à l’armée de Dalmatie, avant de rejoindre le 15 octobre, la Grande Armée et le 16 décembre toujours de la même année l’armée d’Italie.
En 1807, il retourne en Dalmatie, et de 1808 à 1810, il sert en Illyrie. Envoyé à l’armée de Catalogne le 26 juillet 1811, il ne rentre en France qu’après la dissolution de l’armée du midi de l’Espagne. Le 28 septembre 1814, il est envoyé de nouveau à la 8e division militaire, et au mois de mai 1815, il passe au 2e corps d’observation du Var. Le 23 août 1815, le général Partouneaux adresse à Paris le rapport suivant sur l’inspecteur aux revues Prisye « Homme d’une très grande moralité, très entendu dans sa partie, et respectable sous tous les rapports ; mais le retour de Napoléon de l’île d’Elbe a fait sur lui une telle sensation que, depuis lors, sa tête ses dérangée et se dérange chaque jour davantage : c’est une perte. » Mis en non activité le 24 septembre 1815, il est admis à la retraite le 15 janvier 1816.
Il meurt le 11 janvier 1822, à Nevers.

## Sources
- A. Lievyns, Jean Maurice Verdot, Pierre Bégat, Fastes de la Légion-d'honneur, biographie de tous les décorés accompagnée de l'histoire législative et réglementaire de l'ordre, Tome 4, Bureau de l’administration, 1844, 640 p. (lire en ligne), p. 408.
- Pierre Paul Chépy, Un agent politique a l'armée des Alpes: correspondance de Pierre Chépy avec le ministre des affaires étrangères (Mai 1793 Janvier 1794), F. Allier, 1894, p. 294.
- Carnet de sabretache : revue d’histoire militaire rétrospective, volume 8, Berger-Levrault, Nancy, 1900, p. 132.
- baron Joseph Piston, Lettre à l'adjudant général Prisye au camp de Tournoux (Hautes-Alpes), au sujet du service des capitaines-adjoints, 1795.
- Léon Hennet, Etat militaire de France pour l’année 1793, Siège de la société, Paris, 1903, p. 19.